# Harold Miller Null
Harold Miller Null (Filadelfia, 1916 – San Martino dei Colli, 1996) è stato un fotografo statunitense nelle cui opere si esprime una profonda e originale riflessione intimistica unita ad una costante ricerca dell'eleganza formale.

## Biografia
Harold Null (più confidenzialmente chiamato dagli amici Brent) nacque nel 1916 a Filadelfia, in Pennsylvania, nel seno di un'agiata famiglia originaria del New England.
Negli anni della sua giovinezza intraprese studi di medicina, in seguito interrotti, e viaggiò molto sia nel suo paese sia all'estero. Durante la guerra fu sul fronte orientale, in  Asia, come ausiliario nei servizi sanitari e in seguito si impiegò nel corpo diplomatico del suo paese. Soggiornò a lungo in Perù, in Nigeria, in Spagna e fotografò i luoghi visitati. 
Le foto di questo periodo, pur riflettendo un gusto raffinato e una completa padronanza tecnica, hanno ancora un carattere paesaggistico  e una finalità prevalentemente documentaristica.
Lasciò il servizio diplomatico nel 1955 e seguì un programma di studi classici a Roma, interessandosi anche alla pittura orientale.
In Italia ebbe modo di conoscere l'opera del pittore e incisore Giorgio Morandi, di cui apprezzò soprattutto le nature morte, nelle quali è evidente un'incessante ricerca formale, tesa quasi a raggiungere l'essenza degli oggetti rappresentati, attraverso la loro semplificazione geometrica. Morandi, al pari della pittura orientale, esercitò una profondissima influenza su tutta la successiva opera fotografica di Null.
Nel 1956, su invito di alcuni amici, visitò la Val Padana dove sarebbe poi tornato per diverse volte nei successivi 6 anni. Qui realizzò una serie di fotografie che più tardi sarebbero state raccolte nel libro "RIVA DI PO", con una presentazione scritta dal suo amico Riccardo Bacchelli.
Seguì a Roma nel 1963 una mostra personale e nello stesso anno partecipò all'esposizione di New York "Photography in the Fine Arts IV".
Nel 1965 a Verona fu pubblicato il volume "Riva di Po"; nello stesso periodo una sua mostra personale fu presentata da Renato Guttuso.
Nel 1967 partecipò alla nuova edizione di "Photography in the Fine Arts V". Nello stesso anno visitò l'Egitto e l'Algeria per realizzare servizi fotografici per conto della FAO e della ILO.  
Nel 1971 viaggiò in Sud America, Africa, Medio Oriente e Asia. 
In seguito si stabilì in Umbria dove si dedicò all'amministrazione di  una piccola impresa agricola nei pressi di San Martino dei Colli, continuando però a lavorare come fotografo, seppur in modo più discontinuo.
Nel 1988 a Perugia si tennero  due mostre personali: una retrospettiva 1945-1970 e una a colori dal titolo "Fiori... ma sempre fiori".
Nel  1990 Ferrara ospitò due mostre in contemporanea: "Riva di Po" a casa Cini e "Vibrazioni" al Palazzo dei Diamanti. Nel 2018 il Museo Civico di Foggia ospitò la mostra "Frammenti di Puglia", in cui venne presentato un corpus di circa 40 foto di medio formato, scattate in Puglia e in gran parte inedite, che documentano l’interesse e l’amore del fotografo americano per questa regione.
Morì nella sua casa  di campagna a San Martino dei Colli, nel novembre del 1996.
Le fotografie di Null sono state utilizzate per illustrare libri e sono apparse in molte riviste. Le sue opere sono presenti nelle collezioni permanenti del Museo d'Arte Moderna e del Metropolitan di New York, nei musei d'arte di Filadelfia e Cleveland e sono state acquistate da numerosi collezionisti privati.

## Caratteristiche dell'opera
La vocazione artistica di Null si esprime nell'elezione di un campo di ricerca poco consueto, forse più congeniale  alla sensibilità e al gusto dei pittori minimalisti che a quelli dei fotografi suoi contemporanei: il suo obiettivo non cerca panorami maestosi né scorci suggestivi,  rifugge anzi da ogni aspetto di grandiosità,  di imponenza o, comunque, di facile impatto e  trascura spesso persino l'elemento umano.
"Fotografo contemplativo, statico, sempre elegante" la cui "musa non è epica, ma lirica" (Vittorio Sgarbi), Harold M. Null  ama indagare la quieta presenza degli oggetti: è ciò che tutti vediamo ma raramente notiamo a catturare la sua attenzione.
Delicato esploratore di microcosmi, scopre arcane simmetrie nel tessuto di una foglia intrappolata dal fango, rivela la grazia tenue di un ramo riflesso dall'acqua, indugia sull'inaspettata geometria dell'intrico della vegetazione, si sorprende della trasfigurazione di un filo d'erba operata dal ghiaccio.
Ma è soprattutto nell'universo in miniatura degli oggetti sospesi e isolati nella nebbia, è nella rappresentazione di atmosfere rarefatte, immateriali e immemori della presenza dell'uomo che Null lascia trasparire tutto il suo "trasognante  epicureismo naturalistico, amante di rare e delicate solitudini" (Riccardo Bacchelli).

## Riva di Po
Riva di Po è un volume pubblicato nel 1965, in edizione bilingue, che raccoglie 56 fotografie in bianco e nero scattate lungo il Po nel periodo che va dal 1956 al 1961; Riccardo Bacchelli ne scrisse la prefazione. Una seconda edizione, con commento di Vittorio Sgarbi, fu realizzata nel 1987. Ogni fotografia è accompagnata da un breve testo scritto dell'autore, sempre sobrio, misurato e, spesso, di tono intimistico. La traduzione in inglese del testo di Bacchelli e dei brevi commenti alle foto è stata curata dallo stesso Null.
L'opera di Null trova qui una felice sintesi di lirismo e perfezione formale che si manifesta in una serie di immagini che più facilmente  si penserebbero create da un antico calligrafo orientale piuttosto che da un fotografo del ventesimo secolo. 
Scrive Vittorio Sgarbi: "Harold Null è il poeta cinese che si emoziona di fronte alla natura come se la vedesse per la prima volta, e subito la fa entrare nella poesia. (...) Null ha estratto al fiume l'anima più delicata, misurata, dolce, assimilandolo talvolta alla pacata dolcezza di un lago... Su questo fiume occidentale Null ha posato uno sguardo di elettivo orientale."